# Sundiata Keïta
Sundiata Keïta oder Sunjata Keïta (Bedeutung „Löwen-König“), auch Sogolon Djata (* um 1190 in Niani, Malireich; † um 1255/1260), war von ca. 1230 bis zu seinem Tod der erste Herrscher des Königreichs Mali. Er trat dem Islam bei und führte den Titel des Mansa, was etwa König der Könige bedeutet. Sundiata war Angehöriger der Ethnie der Mandinka.
Sundiatas Leben ist ausschließlich aus der mündlichen Überlieferung der malischen Griots bekannt. Sundiata ist vielleicht identisch mit Mari-Jata, der in den Schriften des arabischen Historikers Ibn Khaldun als Gründer des Königreichs Mali genannt wird. Ibn Khalduns Aufzeichnungen basierten auf mündlichen Nachrichten von Gewährsmännern der Region des späten 14. Jahrhunderts.

## Leben
Nach der Schlacht von Kirina im Jahr 1235 konnte Sundiata das Malireich begründen.
Schon ein Jahr später schuf er mit der Gbara eine Art Kammer der Klanoberhäupter mit 32 Vertretern, von denen 29 aus Stämmen kamen die ihm bei der Reichseinigung hilfreich waren. Zugleich wurde aber auch eine Verfassung für das Land verkündet mit grundlegenden Menschenrechten. Diese wurde „Kouroukan Fouga“ genannt, ist aber eher als Manden-Charta bekannt geworden.

## Nachkommen
Drei seiner Söhne waren nacheinander seine Nachfolger: Mansa Wali Keïta (ca. 1260–1270); Ouati Keïta (ca. 1270–1274) und Khalifa Keïta (1274/1275). Einer seiner späteren Nachfahren ist der Musiker Salif Keïta.

## Rezeption
Seinen literarischen Niederschlag fand die Figur im mündlich überlieferten Sunjata-Epos.
Der ivorische Reggaemusiker Tiken Jah Fakoly widmete Sundiata Keïta sein Lied Sundjata auf dem 1999 veröffentlichten Album Cours d'histoire. Der Comicautor Will Eisner veröffentlichte 2002 einen Comic über das Leben von Sundiata. Im Echtzeit-Strategiespiel Age of Empires II wurde ihm eine Kampagne in der Erweiterung The African Kingdoms (erschienen 2015) gewidmet.